# Мтвара (регион)
Мтвара је један од 26 административних региона у Танзанији. Главни град региона је Мтвара. Регион се граничи са регионом Линди на северу, са регионом Рувума на западу, са Мозамбиком на југу, а на истоку излази на Индијски океан. Површина региона је 16 707 km².
Према попису из 2002. године у региону Мтвара је живело 1 128 523 становника. 

## Дистрикти
Регион Мтвара је административно подељен на 6 дистрикта: Масаси, Нањумбу, Мтвара - урбани, Мтвара - рурални, Невала и Тандахимба.